# Волфрад фон Еберщайн
Волфрад фон Еберщайн (на немски: Wolfrad von Eberstein; * пр. 1270; † между 1284 и 1287) от швабския благороднически род Еберщайни е граф на Еберщайн.

## Произход
Той е вторият син на граф Ото I фон Еберщайн († 1278/1279) и третата му съпруга Беатрикс фон Краутхайм († сл. 1262), дъщеря на Волфрад II фон Краутхайм († 1252) и съпругата му фон Грумбах-Ротенфелс. Брат е на Ото II († 1286/1287) и Хайнрих I († 1322).

## Фамилия
Волфрад фон Еберщайн се жени пр. 2 януари 1283 г. за Кунигунда фон Вертхайм († сл. 9 октомври 1331), дъщеря на граф Попо IV фон Вертхайм († 1283) и съпругата му Мехтилд фон Епенщайн († сл. 1285). Те имат един син:
- Бопо I/Попо II († 1329), граф на Еберщайн, женен I. пр. 12 март 1306 г. за Гута фон Хоенлое († 1317), II. пр. 1317 г. за Юта фон Вайлнау († 2 юли 1319), III. сл. 2 юли 1319 г. за Хедвиг фон Цигенхайн († сл. 1355)

Вдовицата му Кунигунда фон Вертхайм се омъжва втори път пр. 3 май 1287 г. за граф Хайнрих IV фон Хенеберг († 1317).